# 郭辑山
郭辑山，中华人民共和国軍事、政治人物，中國人民解放軍少將軍銜。歷任湖南省軍區副司令員、省軍區參谋長兼省軍區徵兵辦主仼。
在湖南省仼職期間多次對湖南省多個地區防汛抗災工作視察，並參與其中，以及主要抓湖南省徵兵等工作。